# Bored Panda
Bored Panda (dt. gelangweilter Panda) ist eine englischsprachige Website für leicht-unterhaltsame und kreative Fotostrecken. Die Inhalte werden bei benutzergenerierten Websites wie Reddit, Twitter oder Instagram zusammengesucht und mit neuen Schlagzeilen verpackt. Optional kann man eigene Werke einreichen.
Die Website wurde 2009 von Tomas Banišauskas, einem Studenten der Betriebswirtschaftslehre der Universität Vilnius in Litauen gegründet. 2017 war das Unternehmen auf 41 Mitarbeiter angewachsen, die Zielgruppe wird fast ausschließlich über Facebook erreicht, welche etwa 30 Millionen Besucher pro Monat generieren.